# Urbisaglia
Urbisaglia ist eine italienische Gemeinde mit 2391 Einwohnern (Stand 31. Dezember 2023) in der Provinz Macerata in der Region Marken (italienisch Marche). Ihr Name geht zurück auf die antike Vorgängersiedlung Urbs Salvia (Pollentinorum).
Die Nachbargemeinden sind Colmurano, Corridonia, Loro Piceno, Petriolo und Tolentino.

## Geschichte

### Antike
Der Ort lag in der antiken Landschaft Picenum und war wohl schon in vorrömischer Zeit ein Siedlungszentrum des Volks der Pollentini, auch wenn bisher keine entsprechenden archäologischen Funde gemacht wurden. Um 60 v. Chr. erhielt die Stadt am Kreuzungspunkt zweier wichtiger Straßen ihren Namen nach einem Salvius; Ende des 1. Jahrhunderts n. Chr. wurde Urbs Salvia römische Colonia. In frühchristlicher Zeit bestand in der antiken Stadt ein Bistum, das der Kirchenprovinz Fermo angehörte. Anfang des 5. Jahrhunderts n. Chr. wurde Urbs Salvia von Alarich zerstört. 
Heute ist das Titularbistum Urbs Salvia der römisch-katholischen Kirche nach dem antiken Urbisaglia benannt.
Die antike Siedlung lag östlich des modernen Urbisaglia. Die mit Türmen versehene Stadtmauer mit einem Umfang von 2 km ist gut erhalten, ebenso wie Überreste zahlreicher größerer Bauten: ein Amphitheater, Ende des 1. Jahrhunderts n. Chr. von der aus Urbs Salvia stammenden Familie des Senators Lucius Flavius Silva Nonius Bassus erbaut; ein Theater, ebenfalls aus flavischer Zeit; eine Badanlage; ein Aquädukt, eine Kryptoportikus und ein Wasserreservoir. Ausgrabungen haben in der letzten Zeit durch die Universität Macerata stattgefunden. Seit 1999 sind ein archäologischer Park mit einer Größe von etwa 40 ha und ein archäologisches Museum eingerichtet worden.

### Mittelalter
Im Mittelalter und der Renaissance stand Urbisaglia zeitweise unter der Herrschaft des benachbarten Tolentino, bis es 1569 dem Kirchenstaat angegliedert wurde.

### Zweiter Weltkrieg
Nach dem Kriegseintritt Italiens im Juni 1940 errichtete das faschistische Regime in Urbisaglia ein Internierungslager (campo di concentramento). Es befand sich in der herrschaftlichen Villa Giustiniani-Bandini, unweit vom Ortskern. Das Haus stand leer und war schon während des Ersten Weltkriegs als Kriegsgefangenenlager verwendet worden. Die ersten Internierten waren italienische Juden, gefolgt von staatenlosen und ausländischen Juden aus Deutschland, Österreich, Polen und Rumänien. Im April 1941 trafen Angehörige der slowenischen Minderheit in den italienischen Grenzprovinzen ein; ein Jahr später kamen Jugoslawen aus den von Italien annektierten und besetzten Gebieten hinzu. Vereinzelt befanden sich auch „feindliche Ausländer“ in Urbisaglia.
Die jüdischen Internierten genossen eine relative Bewegungsfreiheit; Besuche von Angehörigen wurden gewährt. Es wurden Sprachkurse organisiert, eine Bibliothek und eine kleine Synagoge eingerichtet und ein internierter Arzt durfte legal praktizieren.
Nach dem Sturz Mussolinis im Juli 1943 wurden keine Weisungen über den Verbleib der Internierten erlassen. Nach der Verkündung des Waffenstillstands am 8. September flüchteten viele Internierte aus dem Lager, um den deutschen Besatzungstruppen nicht in die Hände zu fallen. Am 13. September wurden alle noch im Lager befindlichen Internierten offiziell entlassen; am 27. September verfügte jedoch das Polizeipräsidium (questura) in Macerata ihre Rückkehr ins Lager, wo alle kurz darauf von deutschen Soldaten abgeführt wurden. Am 31. März 1944 gelangten die jüdischen Insassen ins Fossoli, von wo sie ins KZ Auschwitz-Birkenau deportiert wurden.

## Sehenswürdigkeiten

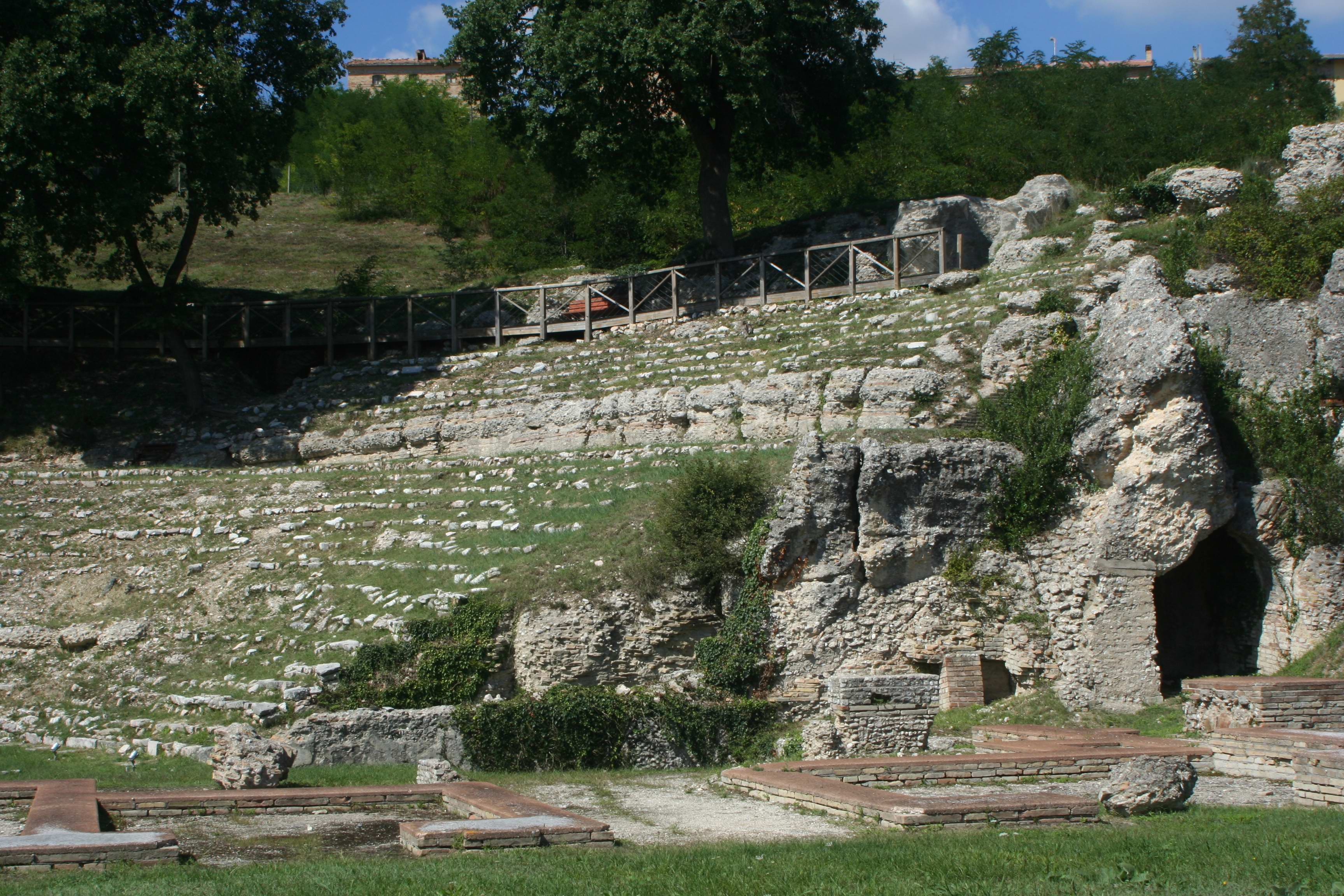
Römisches Theater von Urbs Salvia
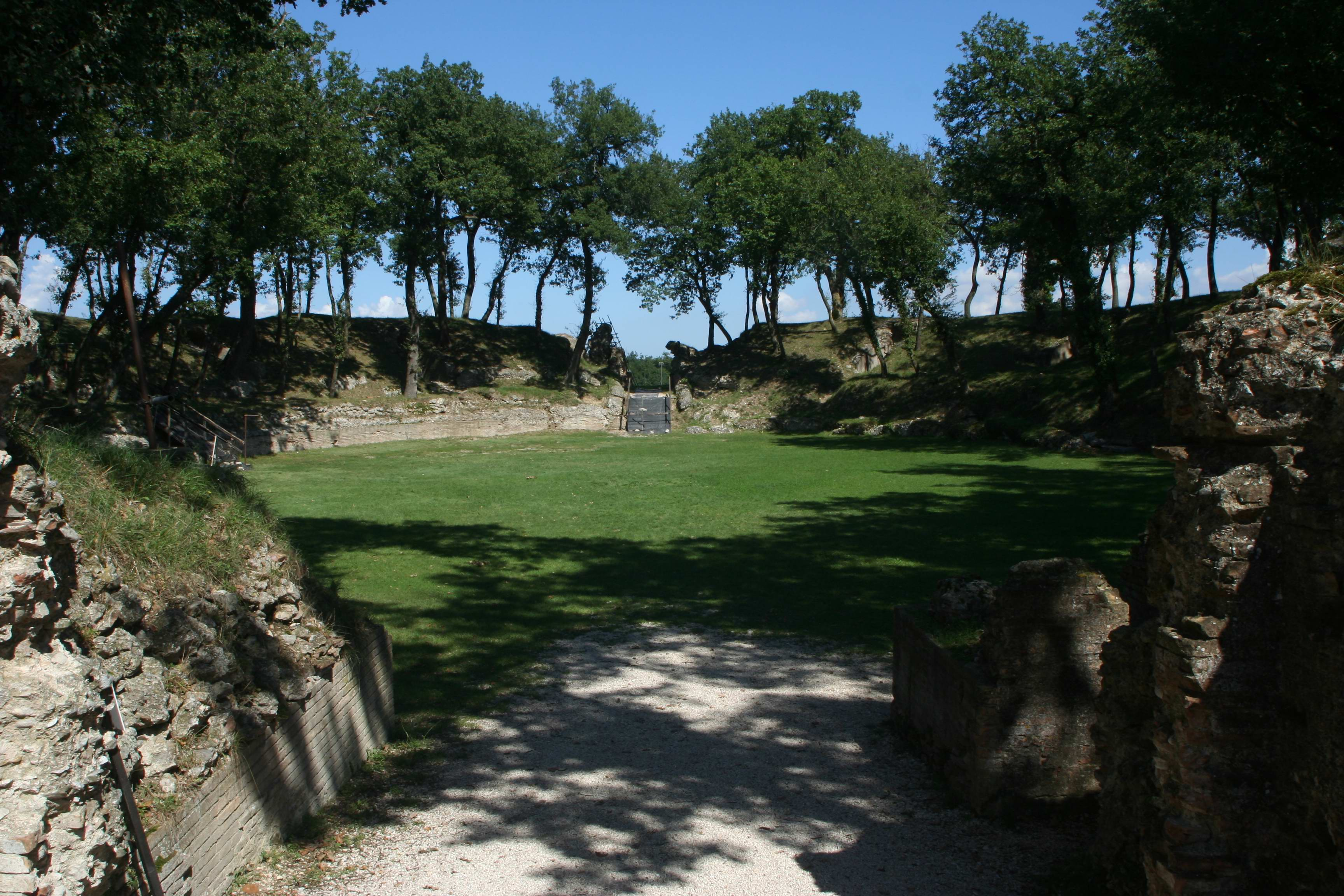
Amphitheater
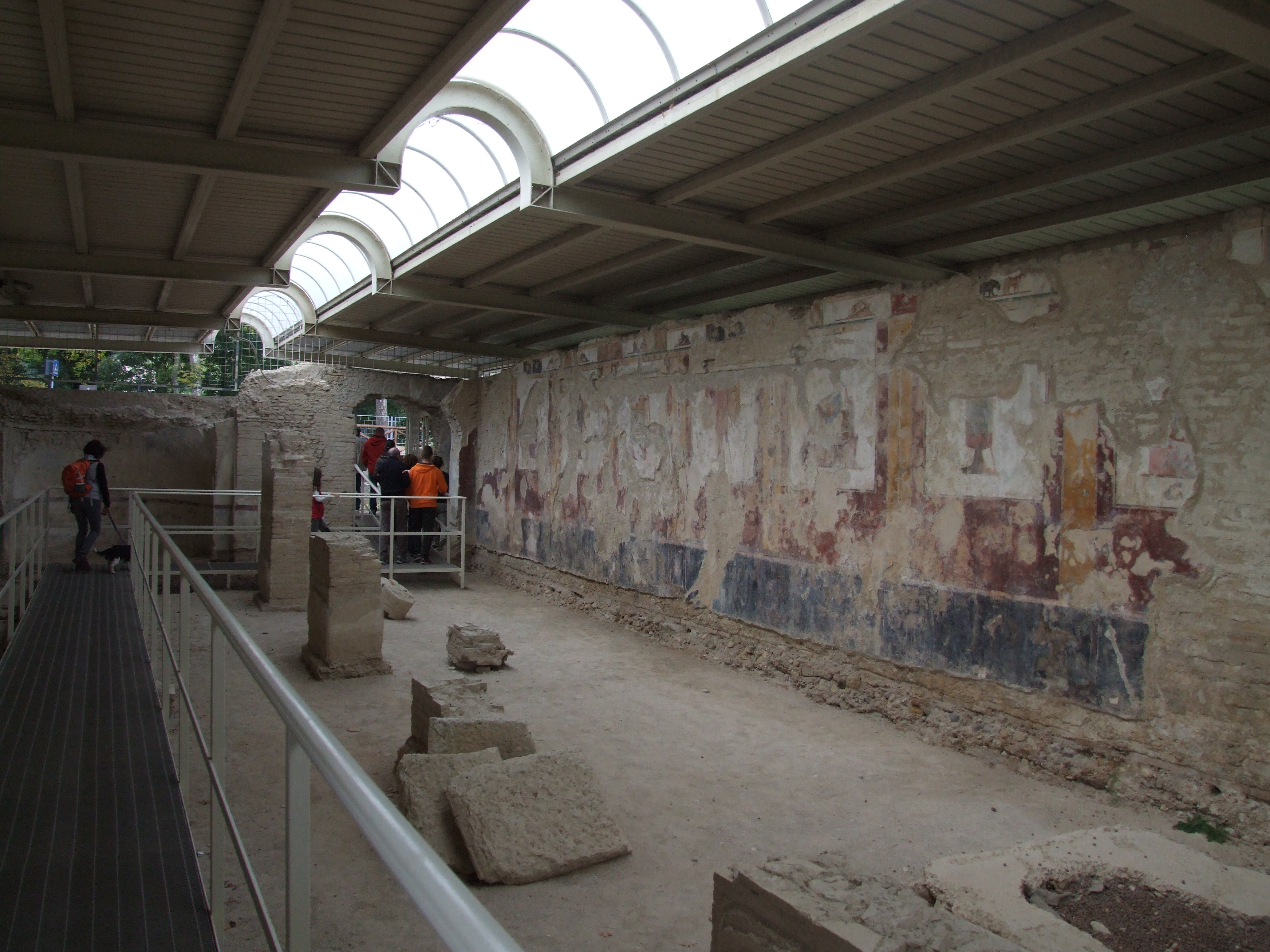
Kryptoportikus
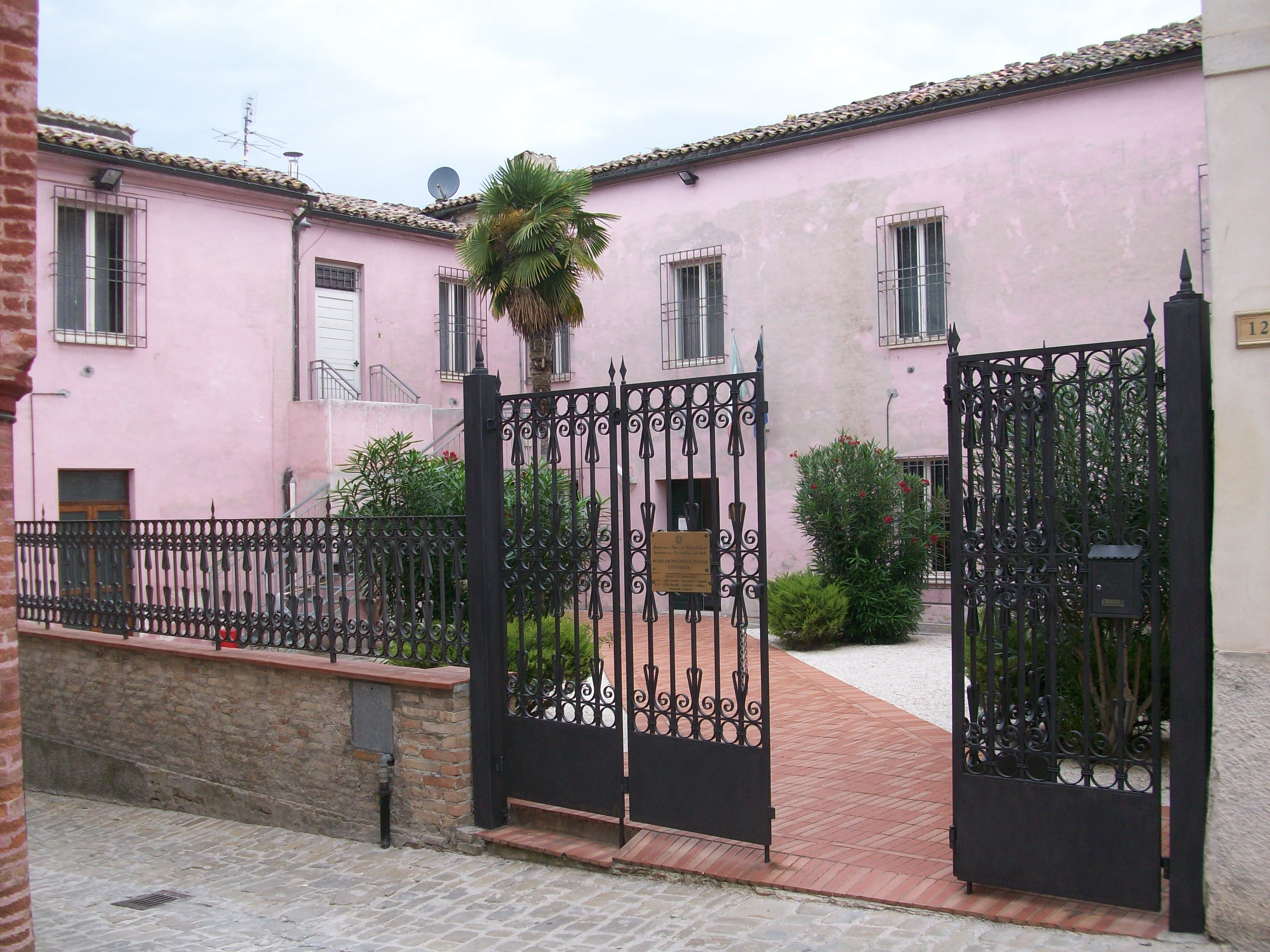
Archäologisches Museum
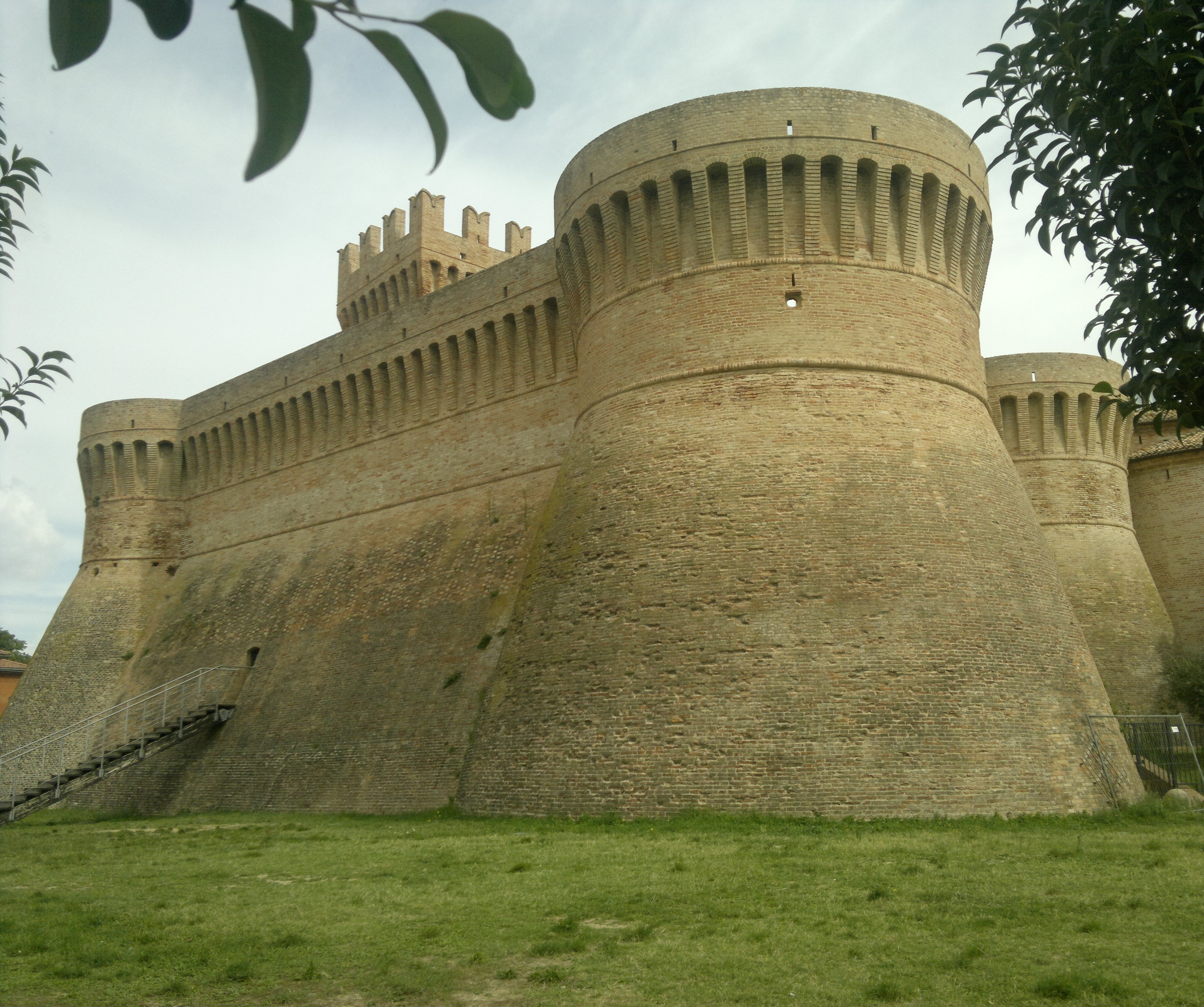
La Rocca (Festung aus dem 16. Jh.)
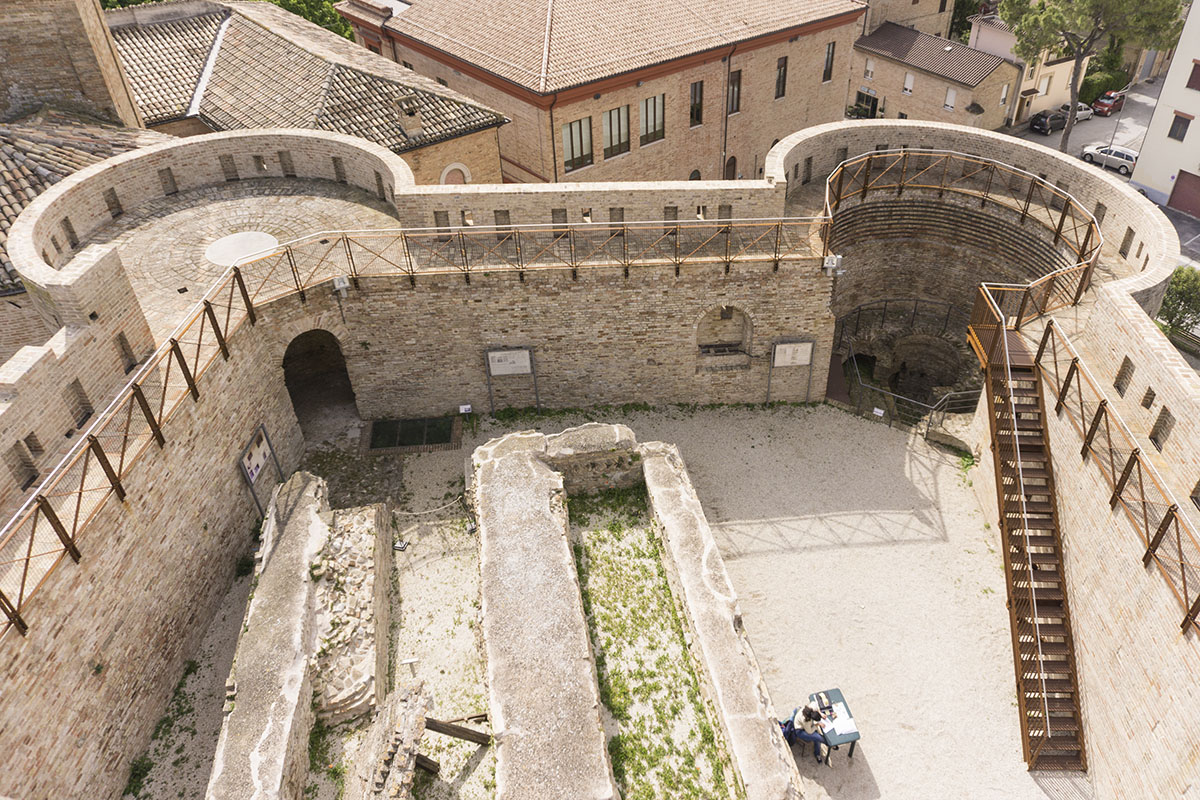
Blick ins Innere der Festung
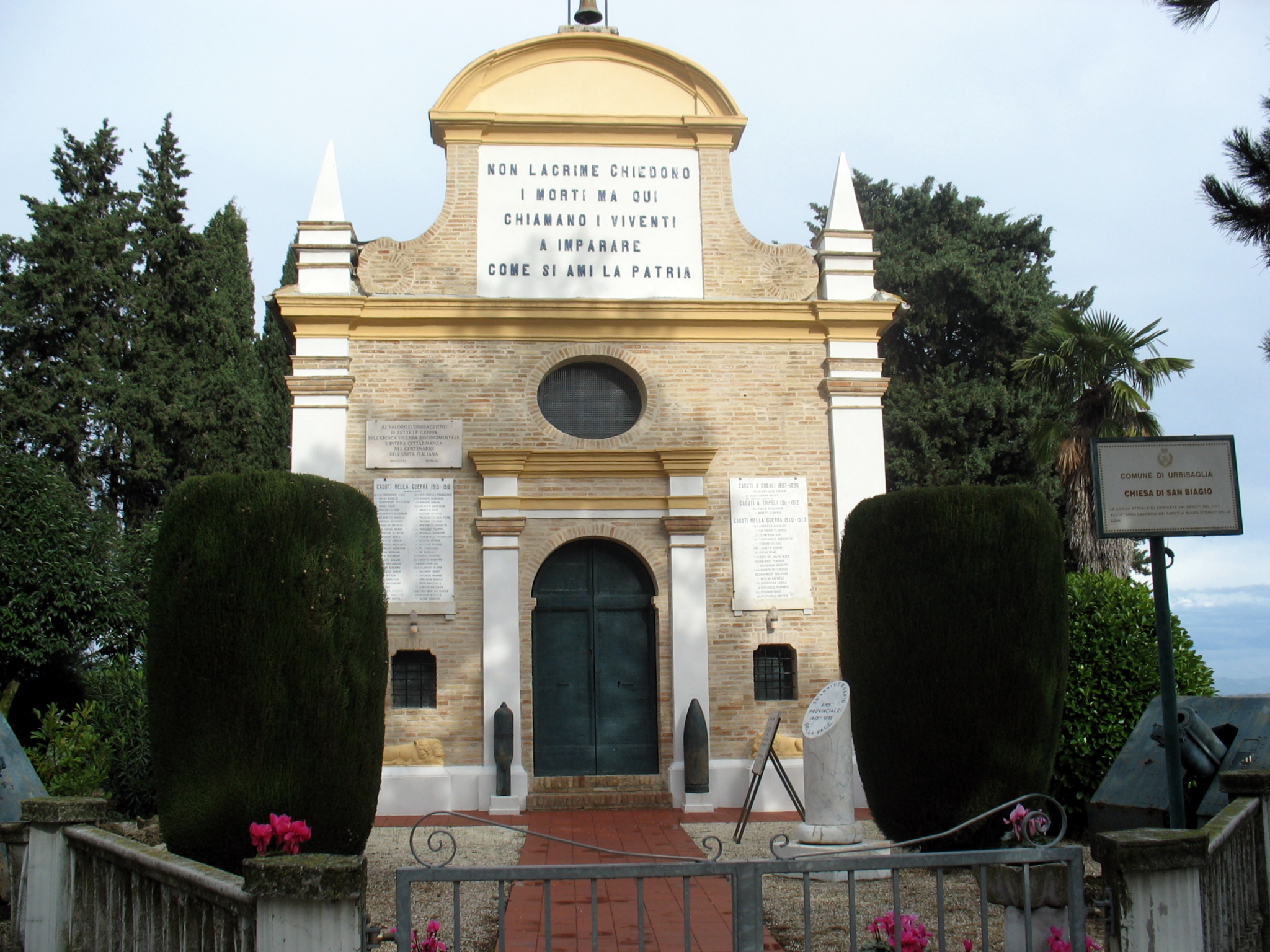
Armee-Museum in der Chiesa di San Biagio
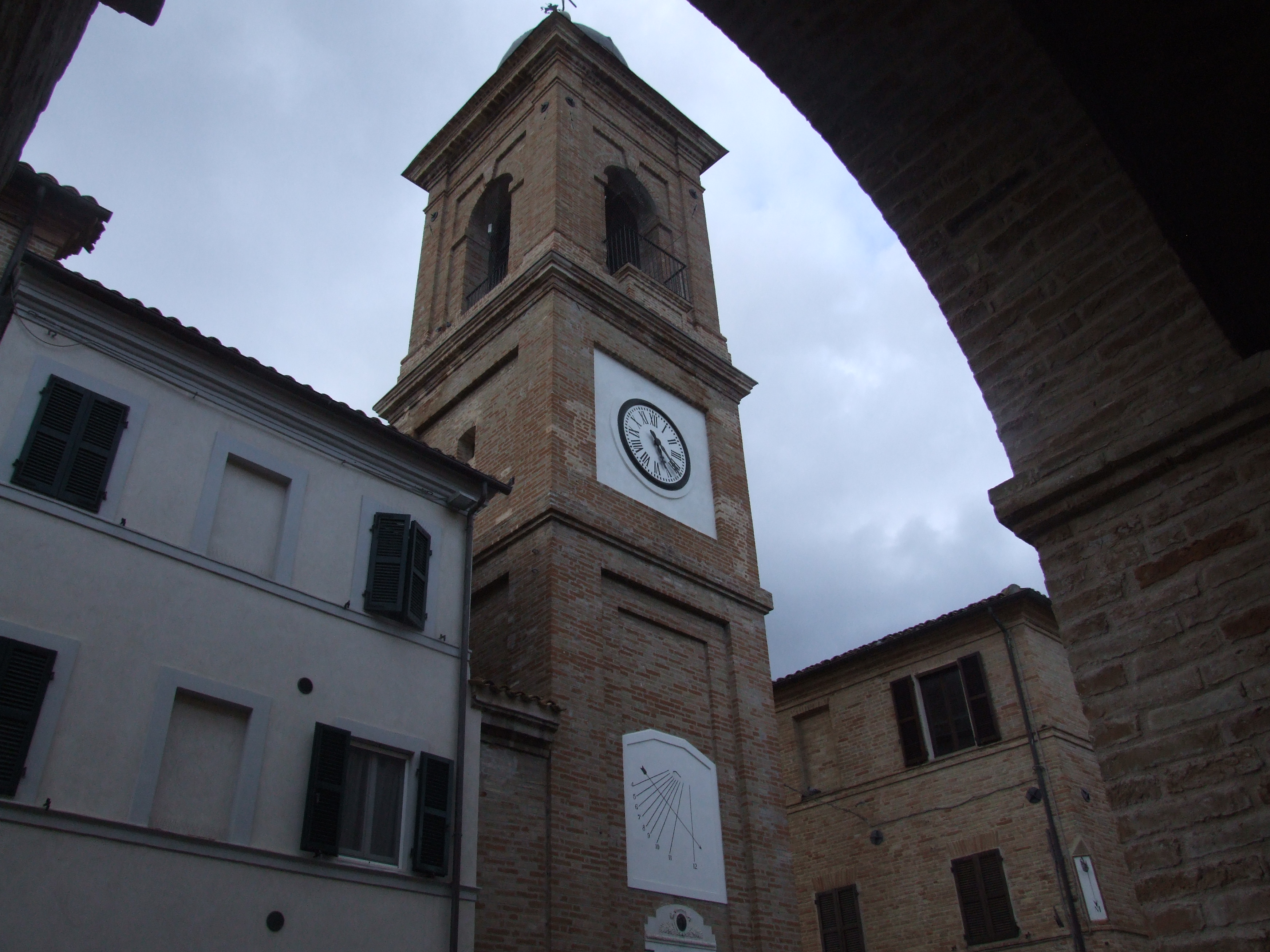
Torre Civica, der Stadtturm